# ГЕС Song Con 2
ГЕС Song Con 2 — гідроелектростанція у центральній частині В'єтнаму. Використовує ресурс із річки Con, лівої притоки Vu Gia (впадає до Південнокитайського моря в районі Дананга, утворюючи спільну дельту із Thu Bon).
У межах проєкту з метою зменшення площі затоплених земель звели одразу дві бетонні греблі. Вище розташовується споруда висотою 58 метрів та довжиною 260 метрів, яка утримує водосховище з площею поверхні 1,86 км2 та об'ємом 29,2 млн м3 (корисний об'єм 23,4 млн м3), в якому припустиме коливання рівня поверхні в операційному режимі між позначками 322 та 340 метрів НРМ. Воно забезпечує накопичення ресурсу, тоді як призначенням нижньої греблі висотою 20 метрів та довжиною 132 метри передусім є відведення води до дериваційного тунелю. Резервуар цієї меншої споруди з площею поверхні 0,99 км2 має об'єм лише 1,2 млн м3 (корисний об'єм 0,7 млн м3) та регулюється в діапазоні від 276 до 278 метрів НРМ.
Зазначений вище тунель довжиною 4,5 км з діаметром 3,6 метра прямує через правобережний гірський масив та сполучений з напірною шахтою глибиною 57 метрів. Завершальну ділянку траси складає напірний водовід довжиною 0,6 км з діаметром 2,8 метра, який подає ресурс до машинного залу. Останній споруджений у наземному варіанті на березі Кон та обладнаний трьома турбінами типу Френсіс потужністю по 20 МВт. При напорі від 243 до 260 метрів (номінальний напір 246 метрів) вони повинні забезпечувати виробництво 198 млн кВт·год електроенергії на рік.
Біля верхньої греблі облаштований ще один машинний зал на порядок меншої потужності — встановлені тут дві турбіни по 1,5 МВт при напорі від 26 до 45 метрів розраховані на виробництво 11 млн кВт·год електроенергії на рік.
Видача продукції відбувається по ЛЕП, котра працює під напругою 110 кВ.